# Madeira
 For alternative betydninger, se Madeira (flertydig). (Se også artikler, som begynder med Madeira)
Madeira er dels en gruppe portugisiske øer i det østlige Atlanterhav ("Madeira-øerne"), dels navnet på hovedøen i øgruppen. De ligger ud for Marokko og nord for de Kanariske Øer. Madeira er desuden navnet på den selvstyrende region (Região Autónoma da Madeira), som også består af øerne Porto Santo, samt de to ubeboede øgrupper Selvagensøerne og Desertasøerne. Øerne har et samlet areal på 801 km² og et indbyggertal på omkring 250 000. Øernes hovedstad og den største by Funchal med 104.000 indbyggere ligger på hovedøen Madeira. Øerne er nu en autonom region under Portugal.

## Historie
Madeira blev formodentlig i det 6. århundrede f.Kr. opdaget af fønikerne; sådan beretter den græske historiker Diodorus Siculus (første århundrede f.Kr.). Plinius den Ældre beretter i sin Naturalis Historia at der over for det fremspringende Kap det høje Atlas ligger øen Atlantis, som kan være Madeira. Plinius betegner hele øgruppen som Purpurøerne. Ifølge Claudius Ptolemæus blev Maderias hovedø betegnet som Erythia og den nordligere, mindre ø Porto Santo som Paena. I denne tid er der ingen beretninger om besøg eller bosættelse. Det såkaldte Medici-kort fra 1351 viser tre øer ud for den afrikanske kyst: Porto Séo, Deserta og Isola de Lolegname.
Kulstof 14-datering af museknogler fundet på Madeira tyder på, at vikinger aflagde besøg. Musene er sandsynligvis løbet i land fra skandinaviske skibe i starten af 1000-tallet.
I 1419 genopdagede den portugisiske søfarer João Gonçalves Zarco øerne. Det er dog kendt at skibe på tilbagevejen fra de Kanariske Øer allerede i 1300-tallet regelmæssigt passerede øerne. Fra 1420 blev Madeira beboet af portugiserne. Fra Guinea, de Kanariske Øer, og senere fra Nordamerika, blev der bragt slaver til øerne. Det kostbare laurbærtræ blev hovedsagelig benyttet til skibsbygning.
Temmelig hurtigt indførte de portugisiske indbyggere på Madeira korndyrkning og kvægavl. Det nødvendige land indvandt man ved at afbrænde skov og krat. En vigtig rolle spillede også de fra Sicilien indførte sukkerrør. I 1452 indførtes de første vandmøller til brug for bearbejdningen af sukkerrør, og omkring samme tid anlagdes de første vandingskanaler (levada'er). Fra da af leverede Portugal sukker til det europæiske sukkermarked.
Pave Leo 10. ophøjede i 1514 øen til at have sit eget stift. Madeira havde i 1515 19.000 indbyggere, herunder ca. 3.000 slaver. Sukkerrørene gav omkring 1521 stadig dårligere udbytte, og mange af sukkermarkerne blev forvandlet til vindruemarker med henblik på at producere vin. Druerne stammede oprindelig fra Cypern, Kreta og Sicilien.
Portugal blev i 1580 forbundet med Spanien i en personalunion (den Iberiske union), og dermed blev Madeiras forvaltning centraliseret. Portugiserne gjorde i 1640 oprør mod Spanien og blev igen et uafhængigt kongerige. På Madeira beholdt portugiserne den af spanierne indførte centralforvaltning. For sejlskibene til og fra den Nye Verden der var undervejs til Amerika eller Indien, var Madeira en vigtig mellemstation. Det var ligeledes omladeplads for slavehandlerne som sejlede fra Vestafrika.

## Geografi
Madeira udgør sammen med Azorerne, de Kanariske Øer og Kap Verde øgrupperne Makaronesien. Disse øer er alle af vulkansk oprindelse og opstod i tertiærperioden.
Øgruppen Madeira består følgende øer:
- Madeira med to mindre øer på østspidsen (Ilhéu de Agostinho og Ilhéu do Farol) samt en del holme og skær langs kysten. I alt 735,7 km².
- Porto Santo med en del omkringliggende øer, holme og skær. De største er Ilhéu de Baixo (Ilhéu da Cal), Ilhéu de Cima (Ilhéu do Farol), Ilhéu das Cenouras og Ilhéu de Ferro med et samlet areal på 42,2 km².
- Ilhas Desertas: Chão, Deserta Grande og Bugio har et samlet areal på 13,7 km².

Øgruppen Ilhas Selvagens er en del af regionen Madeira. Afstanden (280 km) er imidlertid så stor at det kan diskuteres om disse geografisk tilhører Madeira som øgruppe. De ligger faktisk nærmere de Kanariske Øer. De største af Selvagensøerne er Selvagem Grande, Selvagem Pequena og Ilhéu de Fora. Det samlede areal er på ca. 3 km².

### Madeira
Øen Madeira har et areal på 737 km² (sml. Bornholm 590 km², Lolland 1245 km²). Den er ca 58 km lang og 23 km på det bredeste. 90 % af øens areal er bjerge. En bjergkæde danner øens længdeakse og deler den tydeligt i en nordlig og en sydlig halvdel. Det højeste punkt er Pico Ruivo med 1.861 m.o.h. Fra bjergkæden udgår der sidearme, og imellem disse løber der dybe slugter og dale.
Den vestlige del af bjergkæden danner bjergområdet Paúl da Serra, på ca. 22 km² i en højde af ca. 1.400 meter. I øst afsluttes øen med spidsen Ponta de São Lourenço. Her er klimaet meget tørt, og floraen er mindre end på resten af øen. Det er muligt at køre i bil fra Funchal til Pico do Arieiro, der er et nærliggende højt punkt. En af de få flade strækninger på Madeira er den vestlige "top" af øen langs rute 110 omkring Rabaçal (Paúl da Serra).
Langt de fleste af byerne ligger ud til vandet. Kysten ved Funchal fra byerne/bydelene Ribeira Brava over Câmara de Lobos, São Martinho, det egentlige Funchal, Caniço, Santa Cruz til Machico er stort set sammenhængende bebygget. Andre større byer omkring Madeira er Porto da Cruz, Santana, São Jorge, Boaventura, São Vicente, Seixal, Porto Moniz på nordkysten, Ponta do Pargo på vestkysten og Jardim do Mar i det sydvestlige Madeira.

### Porto Santo
Øen Porto Santos areal er på 42,2 km² (sml. Fur 22 km², Fanø 60 km²). Den er ca. 12 km lang og 5 km på det bredeste. Landskabet er overvejende bakker og åse. Det højeste punkt er på 517 meter. Mens Madeira næsten ingen strande har, er der på Porto Santo ca. 9 km sandstrand.
Desertasøerne er en slags fortsættelse af Madeira og Ponta de São Lourenço, og flere af øerne har langsgående bjergkæder.
Havområderne mellem øerne er meget dybe: Ned mod 200 meter mellem Madeira og Desertas, og helt ned mod 2.500 meter mellem Madeira og Porto Santo.

### Naturparker og reservater
Madeira betyder træ på portugisisk. Da de portugisiske bosættere kom til øen, var den dækket af tæt subtropisk skov, som nu er ryddet. På den nordlige del af øen er der stadig lidt af den berømte 'laurisilva'-skov tilbage.
1. Madeira naturpark
2. Ilhas Desertas naturreservat
3. Ilhas Selvagens naturservervat
4. Garajau naturreservat
5. Rocha do Navio naturreservat

Laurisilvaskovene på Madeira er optaget på UNESCOs Verdensarvsliste for Europa .

## Infrastruktur og transport
Der er lufthavne på hovedøen (Madeira Lufthavn – FNC) og på Porto Santo (Porto Santo Lufthavn – PXO). Herfra er der flyforbindelse til Lissabon og mange andre europæiske byer.
Der er i sommeren 2008 startet en færgeforbindelse mellem Portimao og Funchal, og der er ligeledes færge mellem hovedøen og Porto Santo.
Fra lufthavnen på Madeira og langs med hele den sydøstlige del til vest for Funchal er der blevet anlagt en motorvej, så turen kan tilbagelægges på omtrent 20 minutter. De fleste af de fjerntliggende byer er forbundet med Funchal via "lige" veje med tunneler og broer, hvor der før kun var små, krogede bjergveje.
I den nordvestlige del af Madeira går der en ny hovedvej mellem São Vicente og Porto Moniz. Den gamle vej er der stadig. Nogle dele af den gamle vej er ensrettede, så man nu kun kan køre fra øst (São Vicente) mod vest (Seixal).
Der er ingen jernbaner på Madeira, men der er et velfungerende bussystem, som er opdelt mellem flere selskaber. Horarios do Funchal opererer i Funchal og omkringliggende byer. Hertil benyttes et elektronisk klippekort, hvor man på forhånd kan optanke ture i de fleste avis- og tobakskiosker, samt de grønne skure og automater ved havnepromenaden. Det er desuden muligt at købe et klip i bussen, dog til en lidt højere pris. Alle hoteller og optankningssteder kan oplyse om ruteplaner. Generelt kan man komme rundt i Funchal med nogle ganske få ruter, hvor busserne kommer med 10-20 minutters intervaller.
Der findes desuden en sightseeing-bus, som man køber en dagsbillet til, og hvor man kan hoppe af og på hele dagen.

## Turisme
Reid's Palace er nok Madeiras mest kendte hotel, og også et af de dyreste, som har haft mange prominente gæster, såsom Winston Churchill, der i 1950 skrev sin bog Vendepunktet her. Hotellet Pestana Casino Park er tegnet af den brasilianske arkitekt Oscar Niemeyer og har et vulkan-formet kasino.
Madeira har blot én campingplads (Parque de Campismo), og den ligger i nordvest ved Porto Moniz. Det er tilladt at campere i nationalparkerne med tilladelse.
Det største shoppingcenter er Madeira Shopping, som ligger omkring 15 minutters kørsel fra Funchal.

## Befolkning
Indbyggertallet, som opgøres per 31. december, var indtil for nylig stigende til 267.965 indbyggere i 2010. Det er siden faldet til 254.368 indbyggere i 2017.

## Kultur
Madeira er et mål for helårsturisme pga. sit klima og det bjergrige, frodige landskab. Der er også mulighed for vandring langs vandingskanalerne, levada'erne.
Madeira har stort set ingen badestrande. Der findes dog én ganske populær, kunstigt anlagt strand i Machico, hvor sandet er importeret fra Marokko. Naboøen Porto Santo har desuden en lang sandstrand, og på selve Madeira er der en række byer på nordkysten – Porto Moniz, Porto da Cruz, Foz da Ribeira – som har saltvands-svømmebassiner direkte ud til havet. Der findes også flere af disse havbade i selve Funchal.
Øen har flere lokale retter. En af de mest kendte er espetada, stykker af oksekød hængt på et spyd i et stativ på bordet. Kødet er krydret med blandt andet laurbær. Der er desuden fisken espada (sort sabelfisk, aphanopus carbo) der tilberedes på mange måder, hvor den mest klassiske er sammen med en lille sød banan. Lapas er et muslingelignende skaldyr, halveret og stegt i en pande.